# San Pelayo
San Pelayo là một khu tự quản thuộc tỉnh Córdoba, Colombia. Thủ phủ của khu tự quản San Pelayo đóng tại San Pelayo Khu tự quản San Pelayo có diện tích 481 ki lô mét vuông. Đến thời điểm ngày 28 tháng 5 năm 2005, khu tự quản San Pelayo có dân số 31746 người.